# Barichneumon canariensis
Barichneumon canariensis är en stekelart som beskrevs av Hellen 1949. Barichneumon canariensis ingår i släktet Barichneumon och familjen brokparasitsteklar. Inga underarter finns listade.